# ستيفن كوكس (نحات)
ستيفن كوكس (بالإنجليزية: Stephen Cox)‏ هو نحات بريطاني، ولد في 1946 في برستل في المملكة المتحدة.

## وصلات خارجية
- الموقع الرسمي